# Aermacchi MB-326
Die Aermacchi MB-326 war ein zweisitziger Strahltrainer des italienischen Herstellers Aermacchi.

## Geschichte

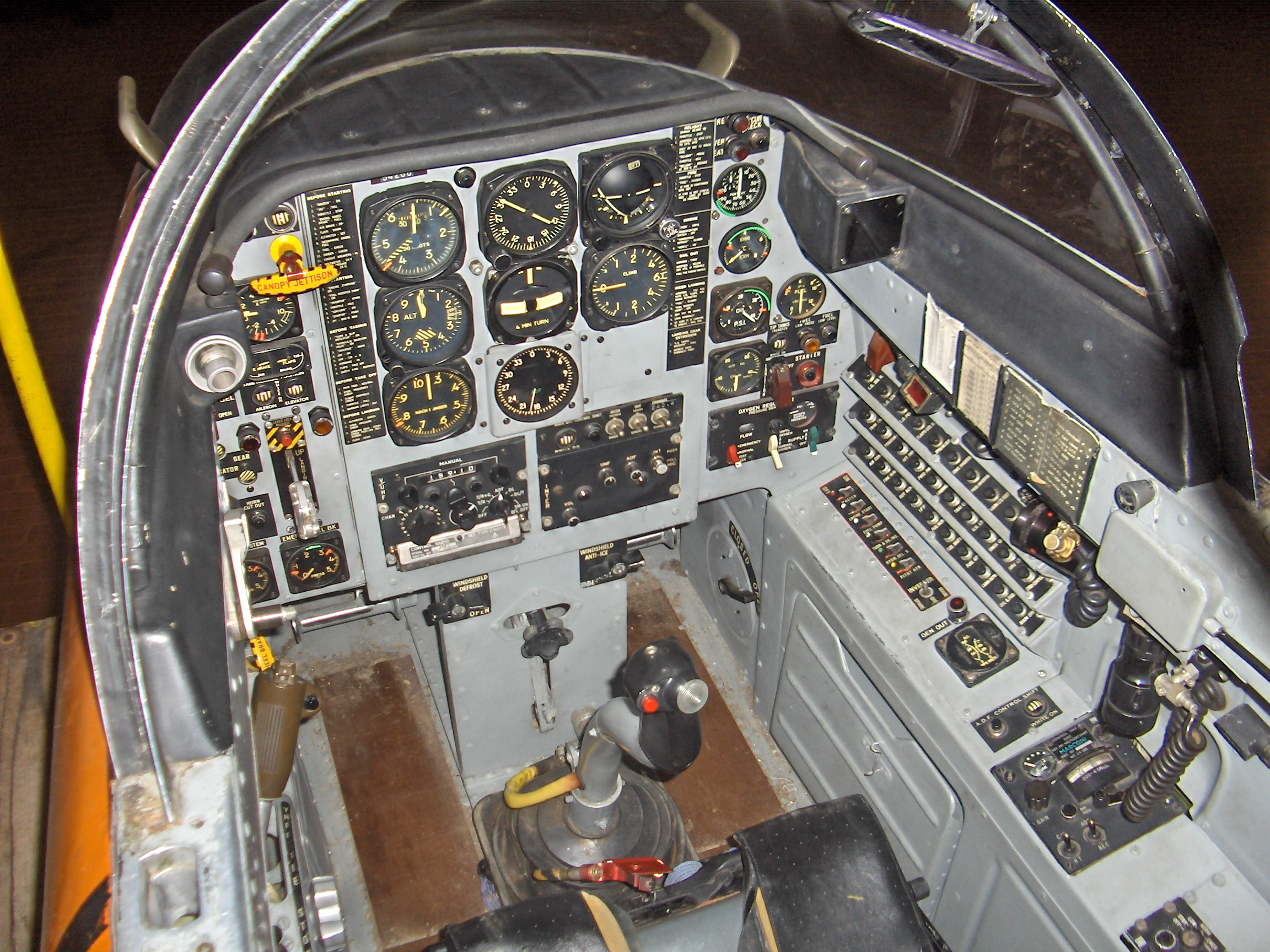
Cockpit einer MB-326A

Im Jahre 1953 begann der Chefingenieur Ermanno Bazzocchi bei Aermacchi mit der selbständigen Entwicklung eines leichten strahlgetriebenen Ausbildungsflugzeuges, das auch als leichtes Kampfflugzeug Verwendung finden sollte. 1954 wurde es der Regierung vorgestellt. 1956 bestätigte die Italienische Luftwaffe Interesse am Projekt, nur mit der Modifikation der ursprünglichen Twin-Cockpitauslegung (mit zwei Sitzen nebeneinander) in ein Tandem-Cockpit mit Sitzen hintereinander, dies noch ohne die später bei Ausbildungsflugzeugen übliche Erhöhung des zweiten Sitzes.
Am 10. Dezember 1957 startete der erste von zwei Prototypen, I-MAKI, mit einem Turbojet-Triebwerk Viper-8 von Armstrong Siddeley mit 794 kp Standschub zum Erstflug. Der zweite Prototyp I-MAHI war mit dem stärkeren Viper-11 mit 1134 kp Standschub ausgestattet. Schon vor Ende der Erprobung im März 1959 hatte Macchi einen Auftrag für 15 dieser Maschinen erhalten, welcher schon im März 1960 auf 100 Flugzeuge erweitert wurde. Im gleichen Jahr flog das erste Vorserien-Flugzeug mit der definitiven Ausstattung und nach dem Beginn der Auslieferungen an die Pilotenschule war im März 1962 die Flotte der MB-326 operationell.
Ursprünglich als Zweisitzer konzipiert, erkannte man später – mit entsprechender Triebwerksausstattung – das Potenzial dieses Flugzeuges als leichtes Kampfflugzeug. Die einsitzige Version MB-326K wurde in Italien für den Export hergestellt. Südafrika fertigte diesen Typ als Atlas Impala Mk 2 in erheblichen Stückzahlen in Lizenz.
Die MB-326 gilt als das erfolgreichste Modell der Firma Aermacchi und wurde über 20 Jahre produziert. Eine Weiterentwicklung auf Basis der MB-326 war die Aermacchi MB-339, die Ende der 1970er-Jahre in Dienst gestellt wurde.
Bei der Aeronautica Militare war das Flugzeug sehr beliebt und die Maschinen verblieben im Einsatz, bis 1990 ein Flugzeug, dessen Pilot sich per Schleudersitz rettete, auf eine Schule stürzte. Die ganze Flotte wurde unmittelbar gegroundet, auswärts gelandete Flugzeuge durften nicht mehr zu ihrer Heimatbasis zurückfliegen. Die Maschinen blieben jahrelang stehen, da nicht geklärt war, ob die Flugzeuge an das Ausbildungskommando übergegangen waren, wem also die Flugzeuge überhaupt gehörten, und wer sie somit verschrotten lassen könne.

## Versionen

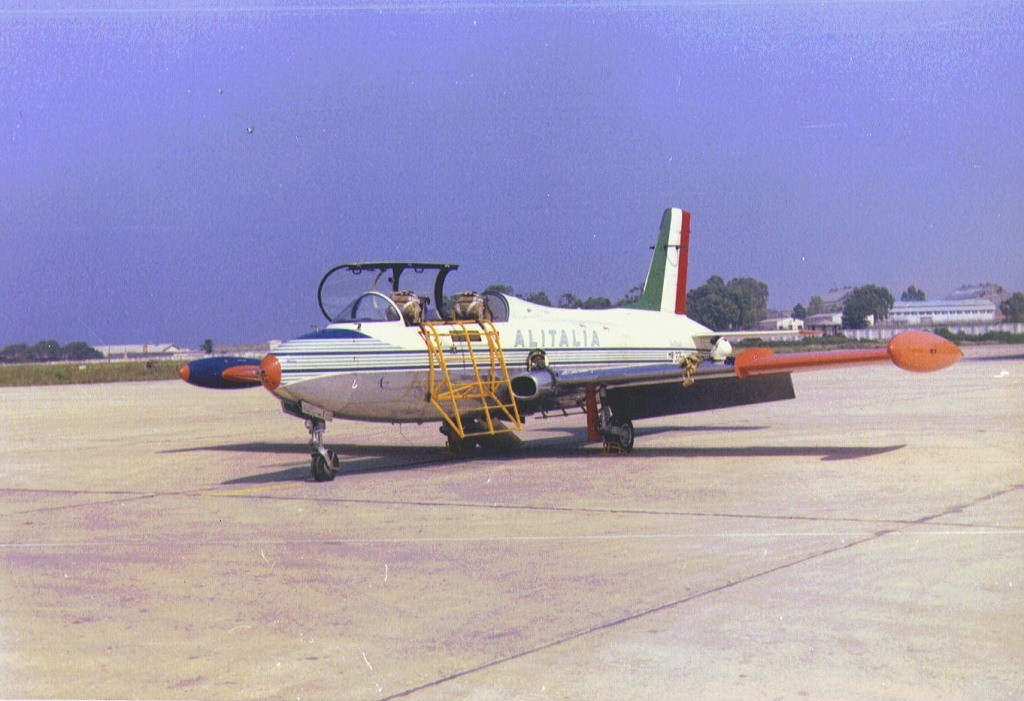
MB-326D der Alitalia (1964)

MB-326ADiese Version war die erste Modifikation der Grundmodells, ausgelegt als leichtes Erdkampfflugzeug und mit sechs Aufhängevorrichtungen für diverse Waffensysteme, wie Bomben, Maschinenkanonen oder Raketenbehälter ausgerüstet. In Serie gebaut wurde diese Version mangels Interesse der italienischen Luftwaffe jedoch nicht.
MB-326BDie MB-326B war eine leicht abgewandelte und speziell auf das Anforderungsprofil der Luftwaffe Tunesiens für ein leichtes Erdkampfflugzeug zugeschnittene MB-326A. Aermacchi lieferte acht Maschinen dieses Typs aus.
MB-326DVon dieser unbewaffneten Schulungsvariante für Alitalia wurden im Jahr 1963 vier Stück produziert.
MB-326EWie die MB-326G bzw. MB-326GB (siehe dort) war diese Version strukturell verstärkt, aber noch nicht mit dem leistungsfähigeren Triebwerk der G-Reihe ausgestattet. Sechs Maschinen dieser Reihe wurden neu gebaut, weitere sechs Exemplare entstanden aus Umbauten älterer MB-326.
MB-326FDie MB-326F war ähnlich wie die MB-326B ausgeführt, jedoch auf die Anforderungen der Luftwaffe Ghanas zugeschnitten, die neun Flugzeuge dieses Typs erhielt.
MB-326GBei der MB-326G handelte es sich um einen Prototyp, mit welchem eine stärkere Rolls-Royce-Viper-540-Turbine getestet wurde. Der zusätzliche Schub machte es erforderlich, die Zelle entsprechend zu verstärken. In dieser verstärkten Version konnte die MB-326 annähernd die doppelte Waffenlast des Ausgangsmusters tragen.
MB-326GBBei dieser Version handelte es sich um die Serienversion der 326G, von welcher insgesamt 45 Exemplare an die Luftwaffen Argentiniens, Zaires und Sambias geliefert worden sind.
MB-326HDiese vollbewaffnete Version wurde für die australischen Luftstreitkräfte entwickelt; 87 Maschinen erhielt die australische Luftwaffe und 10 Exemplare die australischen Marineflieger. Die MB-326H wurde teilweise von der Commonwealth Aircraft Corporation (CAC) aus von Aermacchi gelieferten Teilen endmontiert, teilweise aber auch vollständig im Rahmen eines Lizenzabkommens von dem australischen Unternehmen gefertigt.
MB-326K/Atlas Impala Mk 2Die MB-326K war die Einsitzerversion der MB-326, die entwickelt wurde, nachdem man erkannt hatte, dass die Maschine bei Verwendung als Erdkampfflugzeug in der Regel nur mit einem Besatzungsmitglied besetzt sein würde. Um die MB-326 noch agiler zu machen, wurde der erste Prototyp (Erstflug am 22. August 1970) dieser Version mit dem Rolls-Royce Viper 540-Triebwerk ausgerüstet, das noch schubstärker als das Viper 11 war. Der zweite Prototyp wurde dann mit dem Viper 632-71 als endgültiger Antriebsvariante ausgestattet und im Jahre 1971 ersten Flugtests unterzogen.
Die MB-326K war stärker bewaffnet als ihr zweisitziges Pendant; im Bug wurde eine elektrisch betätigte Zwillings-Maschinenkanone untergebracht, die dort bei der zweisitzigen Version untergebrachten Geräte und Munitionsbehälter sowie ein Zusatztank konnten bei dem Einsitzer an Stelle des zweiten Sitzplatzes untergebracht werden. Die MB-326K konnte nicht nur als Erdkampfflugzeug eingesetzt werden, sondern fand bei entsprechender Ausstattung mit Kameras auch als Aufklärer oder mit geeigneter Waffentechnik als Abfangjäger Verwendung.
Im Jahre 1974 fanden die MB-326K ihre ersten Käufer; drei Maschinen wurden aus Dubai geordert, und weitere sieben Maschinen erhielt die südafrikanische Luftwaffe. 1975 erhielt Südafrika weitere 15 Maschinen in Teilen, die dort von der Atlas Aircraft Corporation montiert wurden. Es folgte, wie schon bei dem Zweisitzer MB-326M, ein Lizenzabkommen zwischen Aermacchi und Atlas über den Bau der MB-326K. Das Flugzeug wurde in großer Stückzahl als Atlas Impala Mk 2 gefertigt, jedoch mit modifizierter Avionikausrüstung und dem schwächeren Viper-540-Triebwerk. Weitere bei Aermacchi gefertigte MB-326K wurden nach Ghana und Tunesien verkauft. Interessant ist sicherlich, dass Aermacchi auf Grund der beträchtlichen Abweichungen vom zweisitzigen Grundmuster anfänglich beabsichtigte, diese Version als MB-336 zu bezeichnen; man sah jedoch letztendlich davon ab.
MB-326LDiese Version war eine Variante des Typs MB-326K, also mit dem Viper-632-71-Triebwerk ausgestattet, aber in zweisitziger Ausführung. Eine dieser mit Doppelsteuerung ausgestatteten Maschinen wurde an Dubai ausgeliefert, vier weitere MB-326L erhielten die Luftstreitkräfte Tunesiens.
MB-326M/Atlas Impala Mk 1Die MB-326M wurde von Aermacchi für die südafrikanische Luftwaffe entwickelt. 40 Stück dieses Modells wurden komplett montiert an Südafrika geliefert und weitere 125 von dem südafrikanischen Unternehmen Atlas Aircraft Corporation unter der Bezeichnung Atlas Impala Mk 1 aus Teilen endmontiert bzw. komplett in Lizenz gebaut. Mit Waffenträgern ausgestattet waren davon lediglich die vollständig in Südafrika gebauten Exemplare.
MB-326OBei der MB-326O handelte es sich um eine unbewaffnete Version, die von der italienischen Fluggesellschaft Alitalia zur Pilotenausbildung bestellt wurde.
EMB 326GB XavanteDie brasilianische Firma Embraer fertigte unter dieser Bezeichnung eine große Anzahl der MB-326 in Lizenz für die Luftstreitkräfte Brasiliens, Paraguays und Togos. Der Erstflug fand am 7. September 1971 statt. Bei den brasilianischen Luftstreitkräften erhielt sie die Bezeichnung AT-26 und wurde 36 Jahre lang genutzt.
Von den 182 gebauten Xavantes erhielten die brasilianischen Luftstreitkräfte 167 Exemplare, während 9 an Paraguay und 6 an Togo geliefert wurden.

## Nutzerstaaten
- Argentinien (8 MB-326GB), Marine
- Australien (97 MB-326H)
  - 87 Royal Australian Air Force
  - 10 Royal Australian Navy Fleet Air Arm
- Brasilien (167 MB-326GC (AT-26 Xavante))
- Dubai (3 MB-326K;1 MB-326L)
- Ghana (9 MB-326F; 6 MB-326K)
- Italien (4 MB-326D; 12 MB-326E)
- Kamerun
  - 8 (L' Armée de l’Air du Cameroun)[3]
- Paraguay (10 EMB-326GBs/AT-26 Xavante)
- Sambia (20 MB-326GB)
- Südafrika
  - MB-326M (Impala Mk I)
    - 40 Stück in Italien gebaut (Schulflugzeug, unbewaffnet)
    - 125 Stück als Kit geliefert / in Lizenz gefertigt (bewaffnet)

  - MB-326K / Impala Mk II
    - 7 Stück in Italien gebaut
    - 15 Stück als Bausatz geliefert
    - ca. 50 in Lizenz gefertigt
- Togo (3 MB-326GC (AT-26 Xavante))
- Tunesien (8 MB-326B; 4 MB-326L; 8 MB-326K)
- Vereinigte Arabische Emirate (6)
- Zaire (17 MB-326GB)

## Technische Daten

Dreiseitenriss der Aermacchi MB-326

| Kenngröße                       | MB-326A, B, D, E, F, H, M                                    | MB-326G, GB, H und M                                         | MB-326K, L                                                 |
| ------------------------------- | ------------------------------------------------------------ | ------------------------------------------------------------ | ---------------------------------------------------------- |
| Besatzung                       | 2                                                            | 2                                                            | 1                                                          |
| Länge                           | 10,65 m                                                      | 10,67 m                                                      | 10,67 m                                                    |
| Spannweite (mit Flügelendtanks) | 10,56 m                                                      | 10,85 m                                                      | 10,85 m                                                    |
| Höhe                            | 3,72 m                                                       | 3,72 m                                                       | 3,72 m                                                     |
| Flügelfläche                    | 19,00 m²                                                     | 19,35 m²                                                     | 19,35 m²                                                   |
| Leermasse                       | 2618 kg (E)                                                  | 2685 kg (GB)                                                 | 3123 kg                                                    |
| max. Startmasse                 | 3765 kg                                                      | 4535 kg; 5226 kg mit Außenlasten                             | 5897 kg                                                    |
| Antrieb                         | ein Strahltriebwerk Rolls-Royce Viper 11-Mk 45 1134 kg Schub | ein Strahltriebwerk Rolls-Royce Viper 20-Mk 45 1547 kg Schub | ein Strahltriebwerk Rolls-Royce Viper 632-43 1814 kg Schub |
| Höchstgeschwindigkeit           | 806 km/h in Meereshöhe                                       | 867 km/h in Meereshöhe (unbewaffnet)                         | 890 km/h in 1525 m Höhe (ohne Außenlasten)                 |
| Dienstgipfelhöhe                | 12.500 m                                                     | 14.325 m (unbewaffnet), 11.900 m (bewaffnet)                 |                                                            |
| Steigrate                       | 15,75 m/s (B, GB; bewaffnet)                                 | 15,75 m/s (B, GB; bewaffnet)                                 | 33 m/s in Meereshöhe (unbewaffnet)                         |
| Reichweite                      | 1665 km mit max. Kraftstoffvorrat, 1850 km mit Zusatztanks   | 1665 km mit max. Kraftstoffvorrat, 1850 km mit Zusatztanks   | 2130 km mit Zusatztanks                                    |

## Bewaffnung
Bewaffnung bis zu 1814 kg an sechs Außenlaststationen unter den beiden Tragflächen
Luft-Luft-Lenkwaffen
- 2 × Raytheon AIM-9L „Sidewinder“ – wärmebildgesteuerte selbstzielsuchende Kurzstrecken-Luft-Luft-Lenkwaffe
- 2 × Matra R.550 „Magic 1/2“ – wärmebildgesteuerte selbstzielsuchende Kurzstrecken-Luft-Luft-Lenkwaffe

Luft-Boden-Lenkwaffen
- 1 ×  OTO Melara „Marte 2/A“ – Seezielflugkörper

Ungelenkte Bomben
- 4 × Mark 83 LDGP 454-kg-/1000-lb-Freifallbombe
- 6 × Mark 82 LDGP 241-kg-/500-lb-Freifallbombe
- 6 × Mark 81 LDGP 118-kg-/260-lb-Freifallbombe
- 6 × SAMP 81 AF 125-kg-Sprengbombe
- 6 × SAMP BL6/7 118-kg-Sprengbombe
- 6 × SAMP BL8/9/18 120-kg-Splitterbombe
- 6 × SAMP BL25/26 125-kg-Splitterbombe
- 4 × 14-3-M2-Waffenträger mit 4 × 9 Thomson-Brandt BAT-120 (34-kg-Splitterbombe)
- 4 × 14-3-M2-Waffenträger mit 4 × 9 Thomson-Brandt BAP-100 (32,5-kg-Anti-Startbahn-Bombe)
- 6 × 75-Gallonen Napalmbomben

Ungelenkte Luft-Boden-Raketen
- 6 × LAU-68A/G-Raketen-Rohrstartbehälter für je 7 × ungelenkte Hydra-Luft-Boden-Raketen; Kaliber 70 mm / 2,75 inch
- 6 × LAU-325G-Raketen-Rohrstartbehälter für je 7 × ungelenkte Hydra-Luft-Boden-Raketen; Kaliber 70 mm / 2,75 inch
- 6 × Matra 116M-Raketen-Rohrstartbehälter für je 19 × ungelenkte Luft-Boden-Raketen SNEB; Kaliber 68 mm
- 6 × TBA 68-7-Raketen-Rohrstartbehälter für je 7 × ungelenkte Luft-Boden-Raketen SNEB; Kaliber 68 mm
- 6 × Matra RL 181 Raketen-Rohrstartbehälter für je 18 × ungelenkte Luft-Boden-Raketen SNEB; Kaliber 37 mm
- 6 × SNIA AL-18-80-Raketen-Rohrstartbehälter für je 12 × ungelenkte Luft-Boden-Raketen SNIA-BPD; Kaliber 81 mm
- 6 × SNIA AL-25-50-Raketen-Rohrstartbehälter für je 25 × ungelenkte Luft-Boden-Raketen SNIA-BPD; Kaliber 51 mm
- 6 × SNIA AL-18-50-Raketen-Rohrstartbehälter für je 18 × ungelenkte Luft-Boden-Raketen SNIA-BPD; Kaliber 51 mm
- 6 × Bristol Aerospace LAU-5002-Raketen-Rohrstartbehälter für je 19 × ungelenkte Luft-Boden-Raketen CRV7; Kaliber 70 mm / 2,75 inch
- 4 × LAU-10A/A-Raketen-Rohrstartbehälter für je 4 × ungelenkte Luft-Boden-Raketen Zuni; Kaliber 127 mm
- 4 × TBA 100-4 (F3)-Raketen-Rohrstartbehälter für je 4 × ungelenkte Luft-Boden-Raketen SNEB; Kaliber 100 mm

Externe Behälter
- 4 × Zusatztank
- 6 × SUU-11A/A-Maschinengewehrbehälter mit je einem sechsläufigen 7,62-mm-Gatling-Maschinengewehr General Electric M134 mit je 1500 Schuss Munition
- 4 × Macchi-Kanonenbehälter mit je 1 × 30-mm-Maschinenkanone DEFA 553 mit je 120 Schuss Munition
- 4 × Macchi-Maschinengewehrbehälter mit je 1 × 12,7-mm-Maschinengewehr AN/M-3 mit je 350 Schuss Munition

## Sonstiges
Der Name verweist auf den Entwickler, dabei steht „M“ für Macchi und „B“ für den Chefentwickler Bazzocchi. Vor dem Strahltrainer war bei Macchi ein anderes Flugzeug unter dem Namen MB-326 entworfen worden, dessen Entwicklung jedoch nicht weiter verfolgt wurde.